# Sasha Montenegro
Aleksandra Aćimović Popović (en cirílico Александра Аћимовић Поповић; Bari, Apulia, 20 de enero de 1946-Cuernavaca, Morelos, 14 de febrero de 2024), conocida como Sasha Montenegro, fue una actriz y vedette italomexicana.

## Biografía
Nació en Bari, Italia. Fue la hija única de un matrimonio de inmigrantes de la República Socialista Federativa de Yugoslavia formado por Silvia Popović y Zivojin Aćimović, perteneciente a una familia aristócrata de Montenegro que fue asesinada en un campo de concentración nazi durante la Segunda Guerra Mundial. El 18 de julio de ese año, se mudó con sus padres a Argentina, donde murió el señor Aćimović. Tiempo después su madre contrajo matrimonio con un rico empresario argentino. La familia vivió en la provincia de Mendoza unos años, donde Sasha realizó sus estudios y donde nació su hermana Andrea Silvia. Luego residieron en Buenos Aires, donde Montenegro prosiguió con su educación, ahí nació su hermano Claudio Ricardo.
Relacionada con Manuel Rodríguez empresario zacatecano del Grupo Quinta Real y Grupo Fresnillo, en 1969, la joven Alexandra Acimovic, de 23 años, viajó a México por una oferta de trabajo en el cine. Nunca regresó a Argentina, en México inició su carrera como actriz de fotonovelas y modelo de pósteres como Chicas, Fotoserie, Novelas de amor y Ternura y conjuntamente realizó una carrera como actriz de cine y vedette a comienzos de  la década de los años 1970 hasta 1991. Desempeñó sus primeros papeles estelares en la películas Un sueño de amor de Rubén Galindo y Un amor extraño de Tito Davidson en 1972, Santo contra la Magia Negra y Santo y Blue Demon contra el doctor Frankenstein en 1973 y participó en la primera película del cine de ficheras, Bellas de noche del año 1975.
Participó en un total de 69 producciones en las que destacan Muñecas de Medianoche (1979), La golfa del barrio (1982), Fieras en brama (1983) y Playa prohibida (1985). También destacó su participación en las películas Blanca Nieves y... sus siete amantes (1980), La pulquería (1981), Las vedettes (1983), Pedro Navaja (1984), Dos tipas de cuidado (1989) entre otras con las que acaparó la taquilla cinematográfica en los años 70 y 80. Entre las películas más recientes de Montenegro destacan el filme español Una de zombis en 2003 y una película independiente canadiense titulada The end of silence en 2005. Ha tenido participaciones pequeñas en varias telenovelas de Televisa.

## Vida personal
Obtuvo la nacionalidad mexicana el 28 de junio de 1989.
En los años ochenta, cuando su carrera se encontraba en auge, se involucró amorosamente con José López Portillo, el entonces presidente de México. Lo anterior ocurrió aún cuando Portillo estaba casado con Carmen Romano, con quien tenía tres hijos. Ambos se divorciaron en 1991, y cuatro años después, Montenegro se casó con el expresidente en una boda civil realizada en 1995. De su unión nacieron dos hijos: Nabila en 1985, y Alexander en 1987. Debido a la edad avanzada de López Portillo, comenzó a tener graves problemas de salud, y su familia inició una batalla en contra de la actriz que terminó distanciándolos; posteriormente, iniciaron los trámites para efectuar su divorcio. Sin embargo, esto último no pudo concretarse dado que Portillo falleció el 17 de febrero de 2004. 
En julio de 2022, se reveló que como parte de las pensiones a expresidentes que  habían sido canceladas el mismo año, Montenegro recibía anualmente el monto de un millón 688 mil 736 pesos mexicanos.

## Muerte
Montenegro falleció el 14 de febrero de 2024 a los 78 años, a causa de un derrame cerebral como consecuencia de un cáncer de pulmón  en Cuernavaca, Morelos.

## Filmografía

### Cine
- 2006, The End of Silence ...como El Convento Rica Dancer
- 2003, Una de zombis ...como Zombi Sádica
- 1991, El secuestro de un policía
- 1990, La fuerza del odio
- 1990, Ellos trajeron la violencia ...como Hna. Nora
- 1990, La taquera picante ...como Ana Dalia (Psiquiatra)
- 1989, Las guerreras del amor
- 1989, El pájaro con suelas
- 1989, Sólo para adúlteros ...como Mirta
- 1989, Los rateros
- 1989,  Dos tipas de cuidado
- 1988, Rumbera, caliente ...como Mariana
- 1988, Solicito marido para engañar ...como Virginia
- 1988, Dos machos que ladran no muerden
- 1988, Ladrón
- 1988, Los plomeros y las ficheras
- 1987, El diablo, el santo y el tonto ...como Alma
- 1987, Niños sobre pedido
- 1987, Ases del contrabando
- 1987, Las traigo muertas ...Sra. Cienfuegos
- 1987, Noche de Calífas
- 1986, El hijo de Pedro Navaja ...como La Tijuana
- 1986, Huele a gas
- 1986, Mientras México duerme
- 1985, La risa alarga la vida y algo más
- 1985, El secuestro de Camarena
- 1985, Playa prohibida ...como Elena
- 1984, Piernas cruzadas
- 1984, El puente
- 1984, Entre ficheras anda el diablo: La pulquería 3 ...como Norma del Rio
- 1984, Extraño matrimonio
- 1984, Pedro Navaja ...como La Tijuana
- 1984, El tonto que hacía milagros
- 1984, Las glorias del gran Púas
- 1983, Las vedettes
- 1983, Se me sale cuando me río
- 1983, Las modelos de desnudos
- 1983, Fieras en brama ...como Elisa
- 1983, Con el cuerpo prestado ...como Marta Jiménez de Arias Salgado - Filmada en 1980
- 1982, Huevos rancheros ...como Laura (Segmento: Un palo bien dado)
- 1982, La golfa del barrio ...como Rosa María
- 1982, Llámenme Mike ...como Zoila - Filmada en 1979
- 1982, La pulquería 2 ...como Norma del Río /  Hna. Gemela
- 1981, D.F./Distrito Federal
- 1981, La pulquería ...como Norma
- 1980, Blanca Nieves y... sus 7 amantes ...como Blanca
- 1980, Las tentadoras ...como Luz María/Lucía
- 1979, Muñecas de medianoche ...como Gina Montesco
- 1979, El sexo me da risa ...como Vaudelia
- 1979,  Las  cariñosas ...como Carolina
- 1979, La vida difícil de una mujer fácil ...como Violeta - Filmada en 1977
- 1978, El hijo es mío
- 1978, Oye Salomé! ...como Salomé/Guadalupe
- 1978, Noches de cabaret (Las Reinas del Talón) como Lilia/Marcelo
- 1978, Los japoneses no esperan ...como Isabel
- 1977, Las Ficheras: Bellas de noche 2 ...como Carmen
- 1975, Bellas de noche ...como Carmen
- 1975, Noche de muerte
- 1975, Pistoleros de la muerte
- 1975, Acapulco 12-22 - Filmada en 1971
- 1974, Peregrina ...como Alma Reed
- 1974, Los vampiros de Coyoacán ...como Nora Thomas
- 1974, Fe, Esperanza y Caridad ...como Ecuyere (Cirquera)
- 1973, El hombre y la bestia ...como Bettina
- 1973, Santo y Blue Demon contra el doctor Frankenstein ...como Alicia Robles - Estrenada en 1974
- 1973, Duelo al atardecer ...como Raquel
- 1972, Santo en Anónimo mortal ...como Ester - Estrenada en 1975
- 1972, Un amor extraño ...como Claudia - Estrenada en 1975
- 1972, Pistoleros bajo el sol ...Martha Larsen - Estrenada en 1974
- 1972, Santo contra la magia negra ...como Bellamira - Estrenada en 1973
- 1972, Santo y Blue Demon: Las bestias del terror - Estrenada en 1973
- 1971, Santo contra los asesinos de otros mundos ...como Karen Bernstein - Estrenada en 1973
- 1971, Hijazo de mi vidaza ...como Agripina - Estrenada en 1972
- 1971, Un sueño de amor ...como Graciela - Estrenada en 1972

### Televisión
- 2002, Las vías del amor, como Catalina Valencia viuda de Fernández.
- 1979, Una mujer marcada, como Lorena/Loraine Montiel.
- 1977, Rina, como Marcela.
- 1975, Lo imperdonable, como Sonia.
- 1973, Ana del aire, como Dolly.

## Premios y nominaciones

### Premios TVyNovelas
| Año  | Categoría               | Programa/Telenovela | Resultado |
| ---- | ----------------------- | ------------------- | --------- |
| 2003 | Mejor actriz antagónica | Las vías del amor   | Ganadora  |

### Reconocimientos
- En 2005 recibe su estrella en el Paseo de las Luminarias de México.